# يوري لوجفينينكو
يوري لوجفينينكو (22 يوليو 1988 أكتوبي كازاخستان - ) هو لاعب كرة قدم كازاخستاني، يلعب كلاعب وسط.

## روابط خارجية
- يوري لوجفينينكو على موقع الاتحاد الأوربي (الإنجليزية)
- يوري لوجفينينكو على موقع قاعدة بيانات كرة القدم.إي يو (الإنجليزية)
- يوري لوجفينينكو على موقع بيانات كرة القدم. دي إي (الألمانية)
- يوري لوجفينينكو على موقع ناشيونال فوتبول تيمز (الإنجليزية)
- يوري لوجفينينكو على موقع Soccerway.com (الإنجليزية)
- يوري لوجفينينكو على موقع عالم كرة القدم.نت (الإنجليزية)
- يوري لوجفينينكو على موقع AS.com (الإسبانية)